# A hónap dolgozója (film, 2022)
A hónap dolgozója (eredeti címe Irréductible) 2022-ben bemutatott francia filmvígjáték, melynek rendezője és főszereplője Jérôme Commandeur. A történet egy munkajogi védettséget és kiváltságokat élvező francia közhivatalnok életének fordulatairól szól, és parodizálja a francia közszolgálati rendszer visszásságait. Magyarországon az ART mozihálózat vetíti.
A film előzménye Gennaro Nunziante olasz filmrendező 2006-os Quo vado? című vígjátéka. Commandeur filmje ennek remake-je, francia környezetre alkalmazva.

## Cselekmény
A bevezető jelenetben Vincent Peltier (Jérôme Commandeur) francia köztisztviselő egy rozzant helyi taxiban utazik Ecuador érintetlen esőerdőinek úttalan útjain. A kocsi lerobban. A kecsua indiánok elfogják ás táborukba viszik mindkettőjüket. Coca, a törzs főnöke közli Vincent-nal, hogy nem bízik az idegenekben, és csak romlatlan lelkűek mehetnek át a területén. Felszólítja Vincent-t, mondja el őszintén élete történetét, hogy megítélhesse lelkének állapotát. Ha romlottnak találtatik, élve elégetik és hamvaival trágyázzák az erdő talaját. Ha tiszta a szíve, szabadon távozhat. Vincent mellébeszéléssel próbálkozik, de tolmácsa, a taxisofőr (Estéban) figyelmezteti, hogy Coca egyben léleklátó sámán is, és átlát minden hamisságon. Vincent tehát elmondja életét:
Már kicsi gyermekkorától kezdve francia állami köztisztviselő (fonctionnaire public) akart lenni, édesapjához hasonlóan, aki gyakran vitte magával a munkahelyére, ahol Vincent megtapasztalhatta a laza munkaerkölcsöt, vidám társaságot és sok-sok előnyt, ami ezzel a hivatással automatikusan jár.
Amikor sikerült állást kapnia a limoges-i Vízügyi és Erdőgazdálkodási Hivatalban (Eaux et  Forêts), ott valóságos paradicsomi életre lelt. Az engedélyek kiadásáért cserébe rendszeresen elvár és elfogad kisebb-nagyobb ajándékokat. 
Bacheron, a közszolgálati miniszter (Gérard Darmon) azonban közigazgatási reformot vezet be, hogy csökkentse a túlburjánzott bürokráciát. Nagyszámú köztisztviselőt elbocsátanak, köztük Vincent-t is. Semmilyen védettségi ürügyet nem tud találni, Vincent Párizsba utazik, hogy a központban aláírja a felmondását és átvegye végkielégítését. Menyasszonya elhagyja, mert köztisztviselői kiváltságai elvesztésével Vincent már nem jelent jó partit. Párizsban meglátja Michel Gougnat szakszervezeti aktivista (Christian Clavier) röplapját, és hozzá fordul tanácsért.
Michel felvilágosítja, hogy ha visszautasítja a végkielégítést, akkor a köztisztviselői törvény értelmében nem mondhatnak fel neki. Felkészíti Vincent-t, hogy a minisztérium egyre rosszabb helyekre fogja áthelyeztetni, hogy megtörje és rábírja a távozásra, de ő semmiképpen se engedjen a zsarolásnak. Michel tanácsát követve Vincent visszautasítja a nagy összegű végkielégítés csekkjének átvételét Isabelle Bailliencourt-tól (Pascale Arbillot), a reformügyi osztály vezetőjétől, aki emiatt áthelyezteti Vincent-t más közszolgálati beosztásokba, egyre kellemetlenebb és veszélyesebb szolgálati helyekre, hogy jobb belátásra térítse.
Egy idő után a Bacheron közszolgálati miniszter (aki titokban a külügyminiszterségre aspirál) gratulál Isabelle-nek a köztisztviselői létszám ritkításában elért eredményeihez, és kilátásba helyezi, hogy magával vinné Isabelle-t az áhított Külügyminisztériumba. A sikerlistát csak Vincent ékteleníti, az utolsó köztisztviselő, akinek még kell törni az ellenállását. Isabelle a zord éghajlatú Grönlandra küldi Vincent-t, ahol veszélyes emberevő jegesmedvéktől kell megóvnia a kutatóállomás dolgozóit. Vincent itt összejön egy svéd kutatónővel, Evával (Laetitia Dosch). Kiderül, hogy Evának három gyermeke van három különböző etnikumú apától, akikkel változatos világutazásai során találkozott. Vincent sarkvidéki kiküldetése sok pénzébe került az államnak, a sajtó emiatt kikezdi a minisztert, aki viszont Isabelle-t teszi felelőssé, és a világ végére történő áthelyezéssel fenyegeti, ha nem oldja meg a Vincent-ügyet. Isabelle elrepül a sarkvidékre, és egyre magasabb összeget kínál Vincent-nak a felmondás elfogadásáért. Vincent ismét Michel tanácsára hallgat, visszautasítja az ajánlatot, bár Isabelle azzal fenyegeti, hogy még sokkal rosszabb helyekre fogja áthelyeztetni.
Vincent feleségül veszi Evát, odaköltözik a lakásába, svédül tanul és gyorsan alkalmazkodik a svéd mindennapi élet – franciák számára meghökkentő – sajátosságaihoz egészen addig, amíg amíg a sarki éjszaka le nem ereszkedik. A sötétségtől depresszióba esik, és hazaköltözik Franciaországba új családjával együtt. Isabelle egy fegyintézetbe helyezteti Vincent-t börtönőrnek, ahol durva élményekkel szembesül, míg elő nem veszi régi munkamódszerét, a hivatali korrupciót, amivel a limoges-i erdészeti hivatalban olyan kényelmessé tette életét. Kéz kezet mos alapon illegális ajándékokkal elnyeri el az elítélt nehézfiúk jóindulatát. Sikeres börtönőrré, „a hónap dolgozójává” válik. Eva viszont nehezen viseli a párizsi külváros (banlieue) sivár életét, a francia hivatali bürokrácia átláthatatlan útvesztőit és férjének gyanús ügyleteit. Úgy dönt, elköltözik. Vincent még ekkor sem tudja rászánni magát, hogy elhagyja a kiváltságos francia közhivatalnoki státust, így Eva a gyerekeivel együtt elhagyja őt. Este Isabelle becsönget Vincent-hoz, óriási összeget kínál, sőt bármire is hajlandó, ha a férfi végre aláírja a felmondást. Vincent felhívja Michelt, a szakszervezetist, aki kitartásra buzdítja, mert a közigazgatási reform hamarosan kifullad, és ő automatikusan visszakapja régi helyét Limoges-ban. Ez be is következik, Vincent ismét elfoglalhatja régi beosztását. Bacheron miniszter úgy látja, Isabelle kudarcot vallott Vincent-nal, és az isten háta mögötti Saint-Pierre és Miquelon szigeten jelöli ki új szolgálati helyét. 
Pár hónappal később Vincent telefont kap Evától, aki Ecuador esőerdőiben dolgozik, és bejelenti, hogy gyereket vár Vincent-tól. Vincent sietve útnak indul Ecuadorba, születendő gyermekéhez, így kerül a kecsuák táborába. Coca törzsfőnök úgy ítéli, hogy Vincent – bár önző és kényelemszerető ember – még megjavulhat, ezért útjára engedi. Vincent egy, önkéntesek és Teresa-nővérek által fenntartott, szegényes erdei szülőotthonban talál rá Evára és gyermekére. Megérti, hogy eddigi lazasága és ragaszkodása hivatalnoki kiváltságaihoz itt mit sem ér. Szatellit-telefonon felhívja Isabelle-t és alkudozni kezd vele felmondásának feltételeiről. Olyan sok pénzt köt ki, hogy Isabelle – hogy elkerülje saját áthelyezését a világ végére – inkább saját zsebéből kipótolja az állami végkielégítést. Online megkötik az üzletet, és Vincent új életet kezd Ecuadorban feleségével és családjával.
A közigazgatási létszámcsökkentés teljes sikere nyomán Bacheron valóban külügyminiszterré avanzsál, a feladatát kitűnően teljesítő Isabelle-t is oda invitálja. Amikor Isabelle belép a külügy Quai d’Orsay-i épületébe, hívást kap Ecuadorból: Vincent a teljes felmarkolt összeget az ecuadori szülőotthon felújítására és védőoltások beszerzésére adományozta. A személyzet és az apácák köszönetet mondanak Isabelle-nek is, aki saját pénzével fejelte meg az adományt.

## Szereplők
| Szerep                                    | Színész                    | Magyar hang            |
| ----------------------------------------- | -------------------------- | ---------------------- |
| Vincent Peltier                           | Jérôme Commandeur          | Széles Tamás           |
| Eva                                       | Laetitia Dosch             | Ligeti Kovács Judit    |
| Isabelle Bailliencourt                    | Pascale Arbillot           | Peller Anna            |
| Michel Gougnat, szakszervezetis           | Christian Clavier          | Háda János             |
| Roselyn Bacheron miniszter                | Gérard Darmon              | Jakab Csaba            |
| Ecuadori taxisofőr                        | David Boring               | Szabó Máté             |
| Coca, törzsfőnök és sámán                 | Jean-Louis Loca            | Megyeri János          |
| Fabienne, a tudományos állomás igazgatója | Valérie Lemercier          | Virághalmy Judit       |
| Börtönigazgató                            | Malik Bentalha             |                        |
| Gérard Depardieu a tévében                | Gérard Depardieu (önmaga)  | Kőszegi Ákos           |
| Anne-Sophie Lapix tv-moderátor            | Anne-Sophie Lapix (önmaga) |                        |
| Martine                                   | Nicole Calfan              | Bede-Fazekas Annamária |
| Gérard                                    | Michel Crémadès            | Csuha Lajos            |

## Fogadtatása
A filmet 2022 január 19-én az Alpe d’Huez-i nemzetközi filmvígjáték-fesztiválon mutatták be, és elnyerte a fesztivál nagydíját (Grand Prix).
Ugyanakkor a kritikusok lehúzták a filmet egyfelől a kiszámítható, közhelyes klisékre épülő humoráért, másfelől azért, hogy az alkalmazott szkeccsek erősítik a francia közhivatalnokról kialakult hamis hiedelmeket és negatív megítélésüket.